# ウィリアム・ジョセフ・シーモア

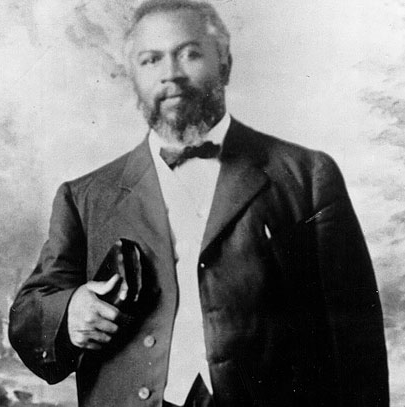
ウィリアム・ジョセフ・シーモア

ウィリアム・ジョセフ・シーモア（William Joseph Seymour、1870年5月2日 - 1922年9月28日）は、アメリカ合衆国の最初期のペンテコステ派指導者、牧師。

## 生涯
ルイジアナ州で黒人奴隷の両親から生まれる。正式な教育を受けたことが無かった。メソジスト監督教会に通う。
チャールズ・パーハムが開校したベテル・バイブル・カレッジに入学を申し込むが、南部の法律上、黒人が聖書学校の中に入ることができず、窓の外で授業を聞いた。
1906年にロサンジェルスのホーリネス教会で説教し、「異言を語らない者は、聖霊のバプテスマを受けているとは言えない」と語った。同年にアズサ・リバイバルが起こり、アズサ通りからペンテコステ運動が広まった。

## 参考
- 『リバイバルの源流を辿る』尾形守 マルコーシュ・パブリケーション社